# Guildayichthyidae
Die Guildayichthyidae sind eine Familie von Knochenfischen, in die zwei fossile Arten aus dem Bear-Gulch-Kalkstein (Mississippium von Montana) gestellt werden.

## Merkmale
Die beiden Arten Guildayichthys carnegiei und Discoserra pectinodon waren meeresbewohnende, hochrückige Fische mit diskusförmigem, seitlich abgeflachtem und mit großen, rhombischen Ganoidschuppen bedeckten Körpern.
Kennzeichnend für die Fische sind einige besonders große, stark gebaute Knochen in der Mitte des Schädeldachs, einige davon waren unpaarig. Die Wangenregion bestand aus einer Vielzahl unterschiedlicher Suborbitalknochen. Der Hirnschädel bestand aus mehreren, unabhängig voneinander ossifizierten Knochen.
Ihr Maul war klein, das Prämaxillare war paarig und nur lose verbunden, das Maxillare reicht nach hinten nicht weiter als bis zur Mitte der Orbita. Über der Orbita hatten sie zwei bis drei Reihen paariger Knochen. Auch unter der Orbita hatten sie mehr als eine Knochenreihe. Die Anzahl war innerhalb einer Art variabel. Die Rückenflosse war lang und niedrig, ihre Basis beschuppt, die Schwanzflosse war heterocerk.

## Systematik
Bei der Einführung von Familie und Ordnung im Jahr 2000 wurden diese durch den amerikanischen Paläontologen Richard Lund als Schwestergruppe der rezenten, in afrikanischen Süßgewässern vorkommenden Flösselhechte (Polypteridae) der Teilklasse Cladistia zugeordnet. Kurze Zeit später wurde diese Ansicht revidiert und die Guildayichthyiformes wurden anhand von 20 Merkmalen in einem Schwestergruppenverhältnis zu den Tarrasiiformes gestellt.